# Platyarthrus mesasiaticus
Platyarthrus mesasiaticus là một loài chân đều trong họ Platyarthridae. Loài này được Borutzkii miêu tả khoa học năm 1976.